# Olympische Zomerspelen 2004
De Olympische Zomerspelen van de XXVIIIe Olympiade werden in 2004 gehouden in Athene, de hoofdstad van Griekenland. Athene werd in de laatste stemmingsronde verkozen boven Buenos Aires, Kaapstad, Rome en Stockholm. Eerder waren al andere steden afgevallen.
Van 17 tot 28 september werden in Athene de Paralympics gehouden.
Met het organiseren van het evenement in Athene keerden de moderne Olympische Spelen weer terug naar het land waar de moderne spelen in 1896 begonnen. Griekenland is ook het land waar in de klassieke oudheid de Olympische Spelen plaatsvonden in Olympia.
In 2004 werd er voor het eerst een wereldwijde fakkeltocht gehouden met de olympische vlam. De route liep van het antieke Olympia via alle steden die Olympische Zomerspelen georganiseerd hebben in de moderne tijd, terug naar Griekenland. Ook werden de plaatsen Peking (Olympische Zomerspelen 2008), Delhi, Caïro, Kaapstad, Rio de Janeiro, New York, Lausanne (Hoofdkwartier IOC), Genève (Hoofdkwartier Verenigde Naties), Kiev, Istanbul, Sofia en Nicosia aangedaan.

## Algemeen
Openingsceremonie

De olympische vlam in Athene

De openingsceremonie vond plaats op 13 augustus 2004 in het Spyridon Louis stadion, het hoofdstadion van de Spelen waarvan het dak werd ontworpen door de Spaanse architect Santiago Calatrava. De regie van de openingsceremonie was in handen van de Griekse choreograaf Dimitris Papaioannou.
De openingsceremonie bestaat voor een deel uit een aantal traditionele onderdelen zoals het aansteken van het olympische vuur (zie foto), het afleggen van de olympische eed en het hijsen van de olympische vlag. Verder is er ruimte voor het organiserende land om er een eigen draai aan te geven. Zo kan het land dat de Olympische Spelen organiseert, er een waar spektakel van maken. De nadruk lag voornamelijk op de geschiedenis van de Olympische Spelen. Natuurlijk werd er ruim aandacht besteed aan het feit dat de Olympische Spelen ooit in Griekenland zijn begonnen.
Tijdens de binnenkomst van de deelnemers werd de muziek verzorgd door de Nederlandse DJ Tiësto. Ook de IJslandse zangeres Björk trad op tijdens de ceremonie.
Er waren door een recordaantal van 202 NOC's (van landen en gebieden) atleten afgevaardigd naar Athene. De enige onafhankelijke landen die niet deelnamen, waren de Marshalleilanden, Tuvalu en Vaticaanstad.

## Deelnemers
- Aantal deelnemers
  - 10.560 (6.257 mannen en 4.303 vrouwen) uit 201 landen
- Jongste deelnemer
  - ( PAK) Rubab Raza (13 jaar, 218 dagen)
- Oudste deelnemer
  - ( CAN) Ian Millar (57 jaar, 299 dagen)

## Hoogtepunten
- Hicham El Guerrouj (Marokko) weet de prestatie van looplegende Paavo Nurmi te evenaren. Nurmi wist tijdens de Spelen van 1924 voor het laatst zowel de 1.500 en 5.000 meter te winnen. El Guerrouj weet in een zeer spannende race de 1.500 meter op zijn naam te schrijven. De winst op de 5.000 meter komt na een indrukwekkende inhaalrace, hij weet de olympische kampioen op de 10.000 meter, Kenenisa Bekele net te verslaan.
- De Turkse gewichthefster Nurcan Taylan weet als eerste vrouw een gouden medaille te winnen voor Turkije. Zij doet dit door meer dan twee keer haar eigen lichaamsgewicht te stoten.
- Het Amerikaanse dames 4×200 meter zwemteam weten met een tijd van 7:53.42 het 17 jaar oude wereldrecord uit de boeken te zwemmen. Het vorige record stond sinds 1987 op naam van de zwemsters uit de DDR.
- Bij het basketbal wordt Amerika verrassend in de halve finale verslagen door de latere winnaar Argentinië.
- Het turntoernooi wordt ontsierd door twee schandalen. De Zuid-Koreaan Tae Young Yang mist door een fout van de jury het goud in de individuele meerkamp. Een in de ogen van het publiek te lage score voor Aleksej Nemov leidt tot langdurige protesten.
- Birgit Fischer (Duitsland, Kanoën) wint een gouden medaille bij de K-4 en zilver bij de K-2. Daarmee wordt zij de eerste vrouw in de olympische historie die gouden medailles wist te winnen tijdens zes verschillende spelen en de eerste persoon die minstens twee medailles won bij vijf verschillende spelen.
- Kiribati neemt voor het eerst deel aan de Olympische Spelen
- De marathon werd volgens het "originele" parcours gelopen namelijk van Marathon naar Athene. Tijdens de race werd koploper Vanderlei de Lima door een toeschouwer de weg belemmerd, waardoor hij uiteindelijk als derde eindigde.

## Sporten
Tijdens deze Spelen werd er gesport binnen 28 sporten.

### Kalender
| ● | Openingsceremonie | ● | Wedstrijden | ● | Wedstrijden met medailles | ● | Sluitingsceremonie |

| Augustus            | Wo 11 | Do 12 | Vr 13 | Za 14 | Zo 15 | Ma 16 | Di 17 | Wo 18 | Do 19 | Vr 20 | Za 21 | Zo 22 | Ma 23 | Di 24 | Wo 25 | Do 26 | Vr 27 | Za 28 | Zo 29 | Totaal onderdelen |
| ------------------- | ----- | ----- | ----- | ----- | ----- | ----- | ----- | ----- | ----- | ----- | ----- | ----- | ----- | ----- | ----- | ----- | ----- | ----- | ----- | ----------------- |
| Ceremonies          |       |       | ●     |       |       |       |       |       |       |       |       |       |       |       |       |       |       |       | ●     |                   |
| Atletiek            |       |       |       |       |       |       |       | 2     |       | 2     | 2     | 7     | 6     | 5     | 3     | 3     | 7     | 8     | 1     | 16                |
| Badminton           |       |       |       |       |       |       |       |       | 2     | 1     | 2     |       |       |       |       |       |       |       |       | 05                |
| Basketbal           |       |       |       |       |       |       |       |       |       |       |       |       |       |       |       |       |       | 2     |       | 02                |
| Boksen              |       |       |       |       |       |       |       |       |       |       |       |       |       |       |       |       |       | 5     | 6     | 11                |
| Boogschieten        |       |       |       |       |       |       |       | 1     | 1     | 1     | 1     |       |       |       |       |       |       |       |       | 04                |
| Gewichtheffen       |       |       |       | 1     | 2     | 2     |       | 2     | 2     | 1     | 2     |       | 1     | 1     | 1     |       |       |       |       | 15                |
| Gymnastiek          |       |       |       |       |       | 1     | 1     | 1     | 1     | 1     | 1     | 5     | 5     |       |       |       |       | 1     | 1     | 18                |
| Handbal             |       |       |       |       |       |       |       |       |       |       |       |       |       |       |       |       |       |       | 2     | 02                |
| Hockey              |       |       |       |       |       |       |       |       |       |       |       |       |       |       |       | 1     | 1     |       |       | 02                |
| Honkbal             |       |       |       |       |       |       |       |       |       |       |       |       |       |       | 1     |       |       |       |       | 01                |
| Judo                |       |       |       | 2     | 2     | 2     | 2     | 2     | 2     | 2     |       |       |       |       |       |       |       |       |       | 14                |
| Kanovaren           |       |       |       |       |       |       |       | 2     |       | 2     |       |       |       |       |       |       | 6     | 6     |       | 16                |
| Moderne vijfkamp    |       |       |       |       |       |       |       |       |       |       |       |       |       |       |       | 1     | 1     |       |       | 04                |
| Paardensport        |       |       |       |       |       |       |       | 2     |       |       | 1     |       |       | 1     | 1     |       | 1     |       |       | 06                |
| Roeien              |       |       |       |       |       |       |       |       |       |       | 7     | 7     |       |       |       |       |       |       |       | 14                |
| Schermen            |       |       |       | 1     | 1     | 1     | 2     | 1     | 1     | 1     | 1     | 1     |       |       |       |       |       |       |       | 10                |
| Schietsport         |       |       |       | 2     | 2     | 2     | 2     | 2     | 2     | 2     | 2     | 1     |       |       |       |       |       |       |       | 17                |
| Softbal             |       |       |       |       |       |       |       |       |       |       |       |       | 1     |       |       |       |       |       |       | 01                |
| Taekwondo           |       |       |       |       |       |       |       |       |       |       |       |       |       |       |       | 2     | 2     | 2     | 2     | 08                |
| Tafeltennis         |       |       |       |       |       |       |       |       |       | 1     | 1     | 1     | 1     |       |       |       |       |       |       | 04                |
| Tennis              |       |       |       |       |       |       |       |       |       |       | 2     | 2     |       |       |       |       |       |       |       | 04                |
| Triatlon            |       |       |       |       |       |       |       |       |       |       |       |       |       |       | 1     | 1     |       |       |       | 04                |
| Voetbal             |       |       |       |       |       |       |       |       |       |       |       |       |       |       |       | 1     |       | 1     |       | 02                |
| Volleybal           |       |       |       |       |       |       |       |       |       |       |       |       |       | 1     | 1     |       |       | 1     | 1     | 04                |
| Wielersport         |       |       |       | 1     | 1     |       |       | 2     |       | 2     | 2     | 1     | 1     | 3     | 3     |       | 1     | 1     |       | 18                |
| Worstelen           |       |       |       |       |       |       |       |       |       |       |       |       | 4     |       | 4     | 3     |       | 4     | 3     | 18                |
| Zeilen              |       |       |       |       |       |       |       |       |       |       | 4     | 2     |       |       | 2     | 1     |       | 2     |       | 11                |
| Zwemsporten         |       |       |       |       |       |       |       |       |       |       |       |       |       |       |       |       |       |       |       |                   |
| Baanzwemmen         |       |       |       | 4     | 4     | 4     | 4     | 4     | 4     | 4     | 4     |       |       |       |       |       |       |       |       | 34                |
| Schoonspringen      |       |       |       | 2     |       | 2     |       |       |       |       |       | 1     |       | 1     |       | 1     |       | 1     |       | 08                |
| Synchroonzwemmen    |       |       |       |       |       |       |       |       |       |       |       |       |       |       | 1     |       | 1     |       |       | 02                |
| Waterpolo           |       |       |       |       |       |       |       |       |       |       |       |       |       |       |       | 1     |       |       | 1     | 02                |
| Medaille onderdelen |       |       |       | 13    | 12    | 14    | 11    | 21    | 15    | 20    | 32    | 28    | 19    | 12    | 18    | 15    | 20    | 34    | 17    | 301               |
| Cumulatief          |       |       |       |       | 25    | 39    | 50    | 71    | 86    | 106   | 138   | 166   | 185   | 197   | 215   | 230   | 250   | 284   | 301   |                   |
| Augustus            | Wo 11 | Do 12 | Vr 13 | Za 14 | Zo 15 | Ma 16 | Di 17 | Wo 18 | Do 19 | Vr 20 | Za 21 | Zo 22 | Ma 23 | Di 24 | Wo 25 | Do 26 | Vr 27 | Za 28 | Zo 29 | Totaal onderdelen |

### Mutaties
| Sport     | Nieuw                                                                                                   | Verdwenen (t.o.v. jaartal)                                  | Wijzigingen/Opmerkingen |
| --------- | --- | ----------------------------------------------------------- | ----------------------- |
| Boksen    | | Halfmiddengewicht (m)                                       |                         |
| Schermen  | Sabel (v)                                                                                               | Floret team (v)                                             |                         |
| Worstelen | vlieggewicht vrije stijl(v) lichtgewicht vrije stijl (v) middengewicht vrije stijl (v) zwaargewicht (v) | vlieggewicht Grieks-Romeins(v) vlieggewicht vrije stijl (v) |                         |
| Zeilen    | Yngling (v)                                                                                             | Soling (o)                                                  |                         |
|           | 6 | 5                                                           | 0                       |

## Deelnemende landen

Alle Nationale Olympische Comités namen deel aan deze Spelen, net als in 1996. Er waren sinds 2000 twee nieuwe leden bij gekomen: Kiribati en Oost-Timor, wat een totaal maakte van 202. Servië en Montenegro deed mee onder zijn nieuwe naam, in 2000 heette het land nog Joegoslavië. Afghanistan was het enige terugkerende land, nadat het in 2000 niet had deelgenomen. Overigens deed Djibouti mee aan de openingsceremonie maar de twee afgevaardigde sporters kwamen niet in actie.
Het getal achter het land geeft aan hoeveel sporters namens dat land meededen.

### Arubaanse prestaties
Bij hun vijfde deelname werd Aruba vertegenwoordigt door vier olympiërs in drie sporten. In de atletiek nam Pierre de Windt deel, in de zwemsport namen de baanzwemmers Davy Blisslik en Roshendra Vrolijk beide voor de tweede keer deel. De vierde deelnemer was Isnardo Faro die in het gewichtheffen bij de halfzwaargewichten met de 19e plaats de beste eindklassering noteerde.

### Belgische prestaties
België won in Athene drie medailles. Tennisster Justine Henin won goud in het damesenkelspel. Wielrenner Axel Merckx (individuele wegwedstrijd) en judoka Ilse Heylen (tot 52 kg) wonnen beiden brons.
Medailles
| Medaille  | Winnaar       | Onderdeel                                   |
| --------- | ------------- | ------------------------------------------- |
| Goud (1)  | Justine Henin | tennis, damesenkelspel                      |
| Brons (2) | Axel Merckx   | wielrennen, individuele wegwedstrijd mannen |
| Brons (2) | Ilse Heylen   | judo, dames tot 52 kg                       |

### Nederlandse prestaties
- Het succes van de vorige Spelen in Sydney van twaalf gouden medailles wordt niet overtroffen, toch mag Nederland niet klagen met vier gouden medailles.
- Leontien Zijlaard-van Moorsel komt ten val tijdens de wegwedstrijd en het lijkt erop dat zij niet in staat is haar drie gouden en een zilveren medailles te verdedigen. Zij herstelt echter tijdig en wint de individuele tijdrit, en eindigt als derde op de achtervolging op de baan.
- Als slotzwemmer op de 4×100 meter vrije slag loodst Pieter van den Hoogenband het Nederlandse estafetteteam van een vierde plaats naar een verdienstelijke tweede plek. De volgende dag ligt hij bij de 200 meter vrij lang aan de leiding, maar wordt hij op het laatste stuk ingehaald door Ian Thorpe. Op de 100 meter vrij ligt hij vijfde bij het keerpunt, maar weet hij uiteindelijk toch te winnen met slechts tien centimeter verschil.
- Tegen de verwachting in weet amazone Anky van Grunsven haar olympische dressuurtitel, gewonnen bij de Spelen van Sydney met haar paard Bonfire, te prolongeren met haar nieuwe paard Salinero.
- Zowel het mannen- als het vrouwenhockeyteam kan de favorietenrol in de finale niet waarmaken, en beide ploegen moeten uiteindelijk genoegen nemen met het zilver.
- Inge de Bruijn voegt een gouden, een zilveren en twee bronzen toe aan haar gouden oogst van vier jaar eerder (driemaal goud en eenmaal zilver).

Medailles
| Medaille   | Winnaar                               | Onderdeel                  |
| ---------- | ------------------------------------- | -------------------------- |
| Goud (4)   | Inge de Bruijn                        | zwemmen, 50 m vrij         |
| Goud (4)   | Anky van Grunsven                     | paardensport, dressuur     |
| Goud (4)   | Leontien Zijlaard-v. Moorsel          | wielrennen, tijdrijden     |
| Goud (4)   | Pieter van den Hoogenband             | zwemmen, 100 m vrij        |
| Zilver (9) | Heren hockeyteam                      | hockey                     |
| Zilver (9) | Vrouwen hockeyteam                    | hockey                     |
| Zilver (9) | Theo Bos                              | wielrennen, sprint         |
| Zilver (9) | Mia Audina                            | badminton                  |
| Zilver (9) | Edith Bosch                           | judo, tot 70 kilo          |
| Zilver (9) | Holland acht mannen                   | roeien                     |
| Zilver (9) | Inge de Bruijn                        | zwemmen, 100 m vrij        |
| Zilver (9) | Pieter van den Hoogenband             | zwemmen, 200 m vrij        |
| Zilver (9) | Estafette heren                       | zwemmen, 4×100 m vrij      |
| Brons (9)  | Leontien Zijlaard-v. Moorsel          | wielrennen, achtervolging  |
| Brons (9)  | Dennis van der Geest                  | judo, + 100 kilo           |
| Brons (9)  | Deborah Gravenstijn                   | judo, tot 57 kilo          |
| Brons (9)  | Mark Huizinga                         | judo, tot 90 kilo          |
| Brons (9)  | Bart Brentjens                        | Wielrennen, Mountainbike   |
| Brons (9)  | Kirsten van der Kolk, Marit van Eupen | roeien, dubbel-twee        |
| Brons (9)  | Holland acht vrouwen                  | roeien                     |
| Brons (9)  | Inge de Bruijn                        | zwemmen, 100 m vlinderslag |
| Brons (9)  | Estafette dames                       | zwemmen, 4×100 m vrij      |

### Nederlands-Antilliaanse prestaties
Bij hun twaalfde deelname werden de Nederlandse Antillen vertegenwoordigt door drie olympiërs in twee sporten. In de atletiek namen Geronimo Goeloe en Churandy Martina deel en in de paardensport nam Eddy Stibbe voor de tweede keer deel. Met de 24e tijd in de tweede series van de 100 meter behaalde Martina de beste prestatie.

### Surinaamse prestaties
Namens Suriname namen vier olympiërs deel in twee sporten. In de atletiek namen Cornelis Sibe en Letitia Vriesde deel en in de zwemsport namen de baanzwemmers Sade Daal en Gordon Touw Ngie Tjouw deel. Vriesde behaalde met het bereiken van de halve finale op de 800 meter de beste prestatie.

## Medaillespiegel
Er werden 929 medailles uitgereikt. Het IOC stelt officieel geen medailleklassement op, maar geeft desondanks een medailletabel ter informatie. In het klassement wordt eerst gekeken naar het aantal gouden medailles, vervolgens de zilveren medailles en tot slot de bronzen medailles.
In de volgende tabel staat de top-10 en het Belgische en Nederlandse resultaat. Het grootste aantal medailles in elke categorie is vetgedrukt.
Zie de medaillespiegel van de Olympische Zomerspelen 2004 voor de volledige weergave.
| Plaats | Land             | NOC | Goud | Zilver | Brons | Totaal |
| ------ | ---------------- | --- | ---- | ------ | ----- | ------ |
| 1      | Verenigde Staten | USA | 36   | 39     | 26    | 101    |
| 2      | China            | CHN | 32   | 17     | 14    | 63     |
| 3      | Rusland          | RUS | 28   | 26     | 36    | 90     |
| 4      | Australië        | AUS | 17   | 16     | 17    | 50     |
| 5      | Japan            | JPN | 16   | 9      | 12    | 37     |
| 6      | Duitsland        | GER | 13   | 16     | 20    | 49     |
| 7      | Frankrijk        | FRA | 11   | 9      | 13    | 33     |
| 8      | Italië           | ITA | 10   | 11     | 11    | 32     |
| 9      | Zuid-Korea       | KOR | 9    | 12     | 9     | 30     |
| 10     | Groot-Brittannië | GBR | 9    | 9      | 12    | 30     |
|        |                  |     |      |        |       |        |
| 18     | Nederland        | NED | 4    | 9      | 9     | 22     |
|        |                  |     |      |        |       |        |
| 51     | België           | BEL | 1    | 0      | 2     | 3      |

Atletiek · Badminton · Basketbal · Boksen · Boogschieten · Gewichtheffen · Gymnastiek · Handbal · Hockey · Honkbal · Judo · Kanovaren · Moderne vijfkamp · Paardensport · Roeien · Schermen · Schietsport · Schoonspringen · Softbal · Synchroonzwemmen · Taekwondo · Tafeltennis · Tennis · Triatlon · Voetbal · Volleybal · Waterpolo · Wielersport · Worstelen · Zeilen · Zwemmen
Afghanistan · Albanië · Algerije · Amerikaanse Maagdeneilanden · Amerikaans-Samoa · Andorra · Angola · Antigua en Barbuda · Argentinië · Armenië · Aruba · Australië · Azerbeidzjan · Bahama's · Bahrein · Bangladesh · Barbados · België · Belize · Benin · Bermuda · Bhutan · Bolivia · Bosnië en Herzegovina · Botswana · Brazilië · Britse Maagdeneilanden · Brunei · Bulgarije · Burkina Faso · Burundi · Cambodja · Canada · Centraal-Afrikaanse Republiek · Chili · China · Chinees Taipei · Colombia · Comoren · Congo-Brazzaville · Congo-Kinshasa · Cookeilanden · Costa Rica · Cuba · Cyprus · Denemarken · Djibouti · Dominica · Dominicaanse Republiek · Duitsland · Ecuador · Egypte · El Salvador · Equatoriaal-Guinea · Eritrea · Estland · Ethiopië · Fiji · Filipijnen · Finland · Frankrijk · Gabon · Gambia · Georgië · Ghana · Grenada · Griekenland · Groot-Brittannië · Guam · Guatemala · Guinee · Guinee‑Bissau · Guyana · Haïti · Honduras · Hongarije · Hongkong · Ierland · IJsland · India · Indonesië · Irak · Iran · Israël · Italië · Ivoorkust · Jamaica · Japan · Jemen · Jordanië · Kaaimaneilanden · Kaapverdië · Kameroen · Kazachstan · Kenia · Kirgizië · Kiribati · Koeweit · Kroatië · Laos · Lesotho · Letland · Libanon · Liberia · Libië · Liechtenstein · Litouwen · Luxemburg · Macedonië · Madagaskar · Malawi · Malediven · Maleisië · Mali · Malta · Marokko · Mauritanië · Mauritius · Mexico · Micronesië · Moldavië · Monaco · Mongolië · Mozambique · Myanmar · Namibië · Nauru · Nederland · Nederlandse Antillen · Nepal · Nicaragua · Nieuw-Zeeland · Niger · Nigeria · Noord-Korea · Noorwegen · Oeganda · Oekraïne · Oezbekistan · Oman · Oostenrijk · Oost‑Timor · Pakistan · Palau · Palestina · Panama · Papoea-Nieuw-Guinea · Paraguay · Peru · Polen · Portugal · Puerto Rico · Qatar · Roemenië · Rusland · Rwanda · Saint Kitts en Nevis · Saint Lucia · Saint Vincent en Grenadines · Salomonseilanden · Samoa · San Marino · Sao Tomé en Principe · Saoedi-Arabië · Senegal · Servië en Montenegro · Seychellen · Sierra Leone · Singapore · Slovenië · Slowakije · Soedan · Somalië · Spanje · Sri Lanka · Suriname · Swaziland · Syrië · Tadzjikistan · Tanzania · Thailand · Togo · Tonga · Trinidad en Tobago · Tsjaad · Tsjechië · Tunesië · Turkije · Turkmenistan · Uruguay · Vanuatu · Venezuela · Verenigde Arabische Emiraten · Verenigde Staten · Vietnam · Wit-Rusland · Zambia · Zimbabwe · Zuid-Afrika · Zuid-Korea · Zweden · Zwitserland
Olympische Zomerspelen
Olympische Winterspelen
Gerelateerd
Olympische Jeugdspelen · Paralympische Spelen · Deaflympische Spelen · Special Olympic World Games
IOC · COA · BOIC · NOC*NSF · NAOC · SOC
- Gemeinsame Normdatei: 10087037-5
- Library of Congress Control Number: no2003030450
- Nationale Bibliotheek van Tsjechië: mzk2004237520
- Virtual International Authority File: 133493308